# Матвисив, Василий Михайлович
Василий Михайлович Матвисив (укр. Василь Михайлович Матвісів; род. 28 марта 1930 года) — председатель колхоза «Прогресс» Нестеровского района Львовской области, Украинская ССР. Герой Социалистического Труда (1980).
Окончил зоотехнический техникум. Трудился в зоотехнической службе районного земельного отдела. Проходил срочную службу в Советской Армии, после которой работал зоотехником в различных колхозах Рава-Русского района. Член КПСС.
С 1963 года — председатель колхоза «Прогресс» Нестеровского района Львовской области в селе Заборье. В 1967 году окончил заочно сельскохозяйственный институт.
Вывел колхоз в число передовых сельскохозяйственных предприятий Львовской области. Указом Президиума Верховного Совета СССР от 11 февраля 1980 года удостоен звания Героя Социалистического Труда «за выдающиеся успехи в развитии молочного животноводства, разработку и внедрение поточно-цеховой системы производства молока» с вручением ордена Ленина и золотой медали «Серп и Молот».
После выхода на пенсию проживал в селе Заборье.
Сочинения
- «Ордена Трудового Червоного Прапора колгосп „Прогрес“ Нестеровського району Львівської області». — Київ : Урожай, 1980.

Награды
- Герой Социалистического Труда
- Орден Ленина — дважды
- Орден Трудового Красного Знамени — дважды